# Andinobates fulguritus
Espèce
Synonymes
- Dendrobates fulguritus Silverstone, 1975
- Ranitomeya fulgurita (Silverstone, 1975)

Statut de conservation UICN

 LC  : Préoccupation mineure
Statut CITES
Andinobates fulguritus est une espèce d'amphibiens de la famille des Dendrobatidae.

## Répartition
Cette espèce se rencontre au Panama et en Colombie dans les départements de Chocó et de Risaralda de 160 à 800 m d'altitude.

## Description
Les mâles mesurent de 13,5 à 15 mm et les femelles de 14 à 16,5 mm.

## Publication originale
- Silverstone, 1975 : A revision of the poison-arrow frogs of the genus Dendrobates Wagler. Natural History Museum of Los Angeles County Science Bulletin, no 21, p. 1-55 (texte intégral).